# Boerenkool voor Holland
Boerenkool voor Holland is een hoorspel van Otto Jägersberg. Grünkohl für Holland werd op 25 november 1969 door de Südwestfunk uitgezonden. Gérard van Kalmthout vertaalde het en de KRO zond het uit in het programma Dinsdagavondtheater op dinsdag 15 februari 1972. De regisseur was Willem Tollenaar. Het hoorspel duurde 23 minuten.

## Rolbezetting
- Wim van den Brink (hij)
- Nell Koppen (zij)

## Inhoud
Onderwerp van deze consequent naturalistische studie is het verloop van een middagmaal dat een man en een vrouw in hun keuken gebruiken. Terwijl ze eten, praten ze over wat er opgediend is, over de manier waarop het klaargemaakt werd, het keukengerei, over kantine-eten, en ondertussen wisselen ze hun tamelijk elementaire algemene kennis uit…